# Tigerlek
Tigerlek är en pjäs av Doris Lessing från 1962 (originaltitel: Play with a Tiger).
I Sverige har pjäsen satts upp av TV-teatern 1969 med Harriet Andersson i huvudrollen.